# Mi confianza esta en ti
Mi confianza esta en ti es el primer álbum de estudio y tercera producción de Coalo Zamorano, lanzado el 2 de marzo de 2009, En este álbum Coalo deja a un lado la música góspel para incorporar elementos de rock. El álbum fue "Mejor álbum vocal masculino" en los Premios Arpa 2009.

## Datos
"En Ti" fue compuesta por Lorena Warren de Zamorano esposa de Coalo Zamorano y originalmente fue grabada por Marco Barrientos en 1991 para el disco del mismo nombre.

## Lista de canciones
Todas las canciones escritas y compuestas por Coalo Zamorano, a excepción de donde se indica. 
| N.º   | Título                         | Escritor(es)              | Duración |  |
| 1.    | «Digo Si»                      |                           | 4:00     |  |
| 2.    | «¿Cómo Puedo Callar?»          |                           | 4:10     |  |
| 3.    | «Vida Mía»                     |                           | 3:54     |  |
| 4.    | «Eres Más»                     |                           | 4:25     |  |
| 5.    | «Testimonio»                   |                           | 0:50     |  |
| 6.    | «Mi Confianza Esta En Ti»      |                           | 5:00     |  |
| 7.    | «Siempre Será»                 |                           | 4:35     |  |
| 8.    | «En Ti»                        | Lorena Warren de Zamorano | 4:57     |  |
| 9.    | «¿De dónde vendrá mi socorro?» |                           | 4:09     |  |
| 10.   | «Confiaré feat, (Alex Campos)» |                           | 3:33     |  |
| 48:44 |                                |                           |          |  |

## Premios y reconocimientos
En los Premios Arpa 2009, el álbum fue galardonado como Mejor álbum vocal masculino. Además, estuvo nominado en las categorías Álbum del año y Productor del año. En 2020, Coalo en celebración por el aniversario del álbum, lanzó una remezcla.